# Dammen (Rydaholms socken, Småland)
Dammen är en sjö i Värnamo kommun i Småland och ingår i Helge ås huvudavrinningsområde. Sjön har en area på 0,0787 kvadratkilometer och ligger 186 meter över havet. Sjön avvattnas av vattendraget Helge å.

## Delavrinningsområde
Dammen ingår i det delavrinningsområde (630737-140437) som SMHI kallar för Ovan Ålabäcken. Avrinningsområdets medelhöjd är 189 meter över havet och ytan är 75,96 kvadratkilometer. Det finns inga delavrinningsområden uppströms utan avrinningsområdet är högsta punkten. Helge å som avvattnar avrinningsområdet har biflödesordning 2, vilket innebär att vattnet flödar genom totalt 2 vattendrag innan det når havet efter 171 kilometer. Delavrinningsområdet består mestadels av skog (69 procent) och jordbruk (11 procent). Avrinningsområdet har 1,28 kvadratkilometer vattenytor vilket ger det en sjöprocent på 1,7 procent. Bebyggelsen i området täcker en yta av 1,62 kvadratkilometer eller 2 procent av avrinningsområdet.